# Castor Msemwa
Castor Paul Msemwa (ur. 13 lutego 1955 w Kitulira, zm. 19 października 2017 w Muscat) – tanzański duchowny katolicki, biskup Tunduru-Masasi w latach 2005-2017.

## Życiorys
Święcenia kapłańskie przyjął 7 czerwca 1987 i został inkardynowany do diecezji Njombe. Po krótkim stażu wikariuszowskim został wykładowcą seminarium w Peramiho. W latach 1994–1996 odbywał studia licencjackie z teologii duchowości na rzymskim Teresianum, zaś po powrocie do kraju został ojcem duchownym benedyktynek w Imiliwaha.
7 grudnia 2004 papież Jan Paweł II mianował go biskupem koadiutorem Tunduru-Masasi. Sakry biskupiej udzielił mu 30 stycznia 2005 kard. Polycarp Pengo. 25 sierpnia 2005 objął pełnię rządów w diecezji.
Zmarł w Muscat 19 października 2017.